# 하얀 거짓말
《하얀 거짓말》은 2008년 12월 1일부터 이듬해 7월 10일까지 방영된 문화방송 아침드라마이다.

## 기획 의도
한 여자가 자폐증인 남자하고 그의 이복형과 벌이는 삼각 사랑, 자폐증 아들을 향한 어머니의 비뚤어진 모정 등 모성애와 결혼에 대해 다루었다.

## 등장인물

### 주요 인물
- 신은경(서은영) : 종합병원 간호사
- 김해숙(신정옥) : 백화점 회장
- 김유석(강정우) : 백화점 사장
- 임지은(홍나경) : 패션 디자이너, 강정우의 아내, 건설회사 외동딸
- 김태현(강형우) : 자폐증 환자, 서은영 남편, 신정옥 아들, 강정우 이복동생

### 은영네
- 안석환(서호구) : 서은영의 아버지
- 김혜옥(나진숙) : 서은영의 어머니
- 윤혜경(서보영) : 서은영의 동생
- 김진(주홍진) : 서보영 남편
- 이은수(비안) : 서은영 아들

### 정우네
- 김영란(주애숙) : 강정우 생모
- 홍희원(현우) : 강정우 비서

### 형우네
- 정윤조(강신우) : 백화점 해외명품팀장, 강형우의 동생
- 정희태(안 비서) : 신정옥 개인 비서

### 나경네
- 강석정(차민재) : 홍나경 내연남
- 박팔영(홍상훈) : 홍나경 아버지

### 그 외 인물
- 원근희(병원장)서
- 허태희, 양소민, 맹봉학
- 장호일(기영)
- 송지은(송연희)
- 서지연(송연희 친구 유경애)
- 설지윤(강 변호사)
- 박성균(최 변호사)
- 구혜령(서은영 친구 서윤정)
- 양창완(강정우 친구 정상준)
- 임대일(강정우 친구 김영배)
- 김선혁(주홍진 친구 박상철)
- 강민정(서보영의 친구 서혜진)
- 윤인조(서보영의 친구 김혜진)
- 민준현(의사)
- 홍희원(현우-강정우비서)
- 남현주(한혜숙), 조희
- 하지영(방성미)
- 손성윤(정해리), 조재룡, 김리나, 권성현, 박선웅(김태수), 권영경(김혜림)
- 양영준(강정섭)
- 한동환, 한영광(이상혁), 현숙희, 공재원, 김익태, 강철성(강석준), 최종률(강대현), 고윤후, 김진서
- 김태영(의사)
- 김영선, 김일웅, 이옥정, 최세환, 박주희, 조재혁, 조명진, 전익령, 이상이, 염재욱, 오협, 윤희주, 지양명, 정승재, 신동미, 최자혜, 채동현, 강지후, 백민현, 서성광, 유정석, 전수지, 손선근, 서권순, 김훈호, 이승철, 오창경(정태수), 오지영, 장세현, 정민성, 서송희, 백소미, 원종례, 육미라
- 정호근(경찰), 윤주만(한상철)
- 윤지숙, 정병호, 홍승범, 최문경, 김세민, 백설아, 김효서, 조성희, 차용학, 양주호, 이경선, 신귀식, 주원성, 서동현, 권오민, 주우, 서진, 김단율, 김재연, 조해빈

### 특별출연
- 김기만(MC) : 88회
- 윤서현(강정우 친구) : 58회)
- 김정하(형우 엄마) : 78회
- 정다혜(주홍진 동생) : 83회
- 송민형(은영이네 아빠) : 78회
- 정지순(사장 부장) : 88회
- 양정원(사장 부장) : 88회

## 연장
- 하얀 거짓말 방송 분량이 120부작에서 39회 연장되어 159부작으로 변경 및 확정되었다.[1]

## 참고 사항
- 주연 배우들의 탄탄한 연기력을 바탕으로 한치 앞을 내다볼 수 없는 전개를 펼치며 아침드라마에서 보기 드문 시청률 20%대를 상회하며 1위 자리를 굳건히 지켰다.

## 같이 보기
- 며느리와 며느님 (SBS)
- 순결한 당신 (SBS)
- 녹색마차 (SBS)
- 큰 언니 (KBS1)
- 청춘예찬 (KBS1)
- 아내와 여자 (KBS2)
- 장화, 홍련 (KBS2)